# Década de 110
Séculos: (Século I - Século II - Século III)
Décadas: 60 70 80 90 100 - 110 - 120 130 140 150 160
Anos: 110 - 111 - 112 - 113 - 114 - 115 - 116 - 117 - 118 - 119